# Inwon
Inwon, född 1687, död 1757, var Koreas drottning 1702–1720, gift med kung Sukjong av Korea. 
Hon blev vid fjorton års ålder 1702 utsedd till kungens nya drottning sedan drottning Inhyeon avlidit och konkubin Hui-bin Jang avrättats 1701. 
Hon adopterade på makens önskan hans son med en konkubin, Gyeongjong, till kronprins. Hon hade dock också adopterat makens andra son prins Yeongjo av Korea 1703, för vilken hon hyste äkta tillgivenhet och emotionellt betraktade som sin son. 
Hennes make avled 1720 och efterträddes av hennes adoptivson kung Gyeongjong. Kungen var passiv och oförmögen både att regera och producera en tronarvinge. Under hans regeringstid delades hovet upp i konflikter mellan Soron-fraktionen, som stödde kungen, och Noron-fraktionen, som stödde kungens halvbror prins Yeoning, som båda cirklade kring tronföljden. Drottning Seonui stödde Soron-fraktionen och ska ha planerat att adoptera prins Milpung som tronföljare, medan änkedrottning Inwon stödde Noron-fraktionen och lyckades övertala kungen att utse prins Yeoning till tronföljare. 
Hennes andre adoptivson efterträdde 1724 sin bror på tronen, och hon fick då titeln storänkedrottning. 